# Гончаров Юрій Вікторович
Гончаров Юрій Вікторович (14 січня 1947, с. Турбаї, Глобинський р-н, Полтавська обл.) – академік Академії економічних наук України зі спеціальності «Економіка підприємства», доктор економічних наук, професор, завідувач кафедри менеджменту Київського національного університету технологій та дизайну, Заслужений економіст України.

## Біографія
Народився 14 січня 1947 року в с. Турбаї Глобинського району Полтавської області. 
В 1966 р. закінчив Дніпропетровський технікум автоматики та телемеханіки за фахом технік-електрик. Пройшов військову службу (ракетні війська стратегічного призначення). 
Професійний шлях розпочав з чергового електрика Трубного дослідно-експериментального заводу м. Дніпропетровська та на посадах старшого інженера, начальника бюро НОП і технічного навчання. 
В 1976 році закінчив Дніпропетровський державний університет за фахом економіста. 
Працював заступником завідувача планово-виробничого відділу (Спеціального конструкторсько-технологічне бюро інституту Геотехнічної механіки АН України); начальником планово-економічного відділу Виробничого об’єднання «Укрелектрочормет»; начальником відділів зведеного плану; техніко-економічного аналізу, обліку та методології планування Міністерства чорної металургії УРСР. Тривалий час очолював економічні підрозділи в Дніпропетровському міськвиконкомі та облвиконкомі. Постійно вів активну суспільну діяльність, обирався у молодіжні та профспілкові органи підприємств та організацій, де здійснював трудову діяльність. 
На початку 1990-х років став одним із засновників Придніпровської товарної біржі, де працював директором з економічних та зовнішньоекономічних питань. 
З 1992 року працював на керівних посадах Міністерства промислової політики України та в апараті управління Кабінету Міністрів України. В тому ж році Юрій Вікторович захистив дисертацію на тему «Научно-методические основы управления регионом в условиях рыночных отношений (на примере Днепропетровской области)» та йому присуджено вчену ступінь кандидата економічних наук, а згодом, у 1995 р. докторську дисертацію на тему: «Взаємодія регіону й галузі в регулюванні структурної перебудови (на прикладі чорної металургії Донецького та Придніпровського регіонів)». 
З 2005 року перейшов на викладацьку роботу, очоливши кафедру менеджменту Київського національного університету технологій та дизайну. Викладає дисципліни: «Міжнародний менеджмент», «Адміністративний менеджмент», «Університетська освіта».

## Наукова робота
Багато часу професор Гончаров Ю. В. приділяє роботі з молодими науковцями. Під його керівництвом захищено 2 докторські та 7 кандидатських дисертацій. Працює у складі спеціалізованих вчених рад Д 26.102.05 (заступник голови) та Д 26.889.01 з правом прийняття до розгляду та проведення захисту дисертацій на здобуття наукового ступеня доктора (кандидата) економічних наук. З 2007 року на кафедрі менеджменту відновлено та успішно виконуються наукові дослідження, що фінансуються з держбюджету України, присвячені проблемам економічного розвитку підприємств легкої промисловості. Дуже багато часу Юрій Вікторович приділяє науковій діяльності, під його керівництвом кафедра менеджменту з 2008 року займає перше місце по науковій роботі серед економічних кафедр Київського національного університету технологій та дизайну. Бере участь у роботі 4 редакційних колегій державних наукових фахових видань – науково-виробничих журналів «Легка промисловість»; «Металургія та гірничо-рудна промисловість»; наукового економічного журналу «Актуальні проблеми економіки», Електронного наукового журналу «Технології та дизайн».

## Наукові інтереси та напрямки досліджень
Наукові інтереси: управління інноваційно-інвестиційним розвитком та конкурентоспроможністю промислових підприємств і національної економіки, підвищення експортного потенціалу, трансформація економіки та управління інтеграційними процесами. В ході наукової роботи разом з колегами здійснює дослідження за наступними напрямками:
- Наукові основи оцінки та прогнозування соціально-економічних наслідків інноваційного розвитку легкої промисловості та сфери послуг;
- Реалізація стратегічних рішень та якість менеджменту, як основа підвищення ефективності виробництва;
- Інноваційно-інвестиційні проблеми менеджменту;
- Активізація інноваційної діяльності підприємств;
- Упровадження логістичної системи на підприємствах України;
- Конкурентоспроможність персоналу, як фактор підвищення ефективності виробництва в ринкових умовах;
- Вдосконалення управління розвитком підприємств легкої промисловості в умовах сучасних трансформаційних процесів в економіці України (за результатами видано колективну монографію);
- Методичне забезпечення управління розвитком легкої промисловості в умовах інтеграції України в СОТ (за результатами видано колективну монографію);
- Методичні засади переходу до нової архітектури легкої промисловості України на базі моделей сталого розвитку (за результатами видано колективну монографію);
- Теоретико-методичні засади функціонування підприємств легкої промисловості України в умовах оптимізації системи управління витратами.